# Laurent Mosar
Pour les articles homonymes, voir Mosar.
Laurent Mosar, né le 8 février 1958 à Luxembourg (Luxembourg), est un avocat et homme politique luxembourgeois, membre du Parti populaire chrétien-social (CSV).

## Biographie

### Études et formations
Né le 8 février 1958 à Luxembourg, Laurent Mosar est le fils du député et commissaire européen Nicolas Mosar. Il fait ses études supérieures en France, d'abord à Strasbourg puis à Paris où il étudie le droit et les sciences politiques. Il obtient un diplôme d'études universitaires générales avec mention en droit à Strasbourg (1977-1979), une licence en droit des affaires à l'université Panthéon-Sorbonne (1980) puis une maîtrise en droit des affaires (1982) ainsi qu'une maîtrise en science politique (1982).

### Carrière professionnelle
Il prête serment le 20 janvier 1983 au barreau de Luxembourg puis il est assermenté comme avocat-avoué en avril 1985 avant d'exercer son activité en tant qu'associé au sein de la société Trialys Law Firm. 

### Parcours politique

#### Politique locale
Membre du Parti populaire chrétien-social depuis février 1979, il est élu au conseil communal de la ville de Luxembourg en janvier 1997. En janvier 2000, il est nommé échevin de la capitale. Aux élections communales du 9 octobre 2005, il siège à nouveau comme conseiller avant de réintégrer le collège des bourgmestre et échevins — composée d'une coalition entre le Parti démocratique (DP) et le Parti populaire chrétien-social (CSV) — à la suite des élections communales du 8 octobre 2017 au détriment de Maurice Bauer,.

#### Politique nationale
À la suite des élections législatives du 12 juin 1994 et de la nomination de Paul-Henri Meyers dans le gouvernement, le premier suppléant, Laurent Mosar fait son entrée à la Chambre des députés où il représente le CSV dans la circonscription Centre. À nouveau aux élections de 1999, il remplace Luc Frieden. Depuis lors, il est réélu successivement dans la même circonscription de manière ininterrompue. Au cours de son travail parlementaire, il est notamment membre de plusieurs commissions. Ainsi, il est président de la Commission des Media et des Communications du 12 août 1999 au 5 juin 2004 et président de la Commission juridique du 12 août 1999 au 5 juin 2004. 
D'abord vice-Président du Bureau du 3 août 2004 au 7 juin 2009, il est élu président de la Chambre des députés pour la 32e législature, succédant ainsi à Lucien Weiler. Il exerce la fonction du 28 juillet 2009 au 6 octobre 2013.
Dans l'opposition de 2013 à 2023, Laurent Mosar est l'un des membres les plus actifs au parlement, ne manquant aucune session entre 2014 et 2015. En matière de rémunérations et grâce à ses activités extra-parlementaires, il se place en troisième position des députés les plus rémunérés au Luxembourg.

## Décoration
- Grand officier de l'ordre de la Couronne de chêne[10] (promotion 2014, Luxembourg)

## Publication
- Laurent Mosar et Patrick Goergen, Liberté d'expression dans les médias : le droit luxembourgeois de la presse à la lumière de la loi du 8 juin 2004, Luxembourg, Éditions Saint-Paul, 2004, 422 p. (ISBN 978-2-87963-499-9, OCLC 81149797, lire en ligne).